# Julie Buckfield
Julie Buckfield (* 10. April 1976 in North London, London) ist eine britische Schauspielerin.

## Leben
Julie Buckfield absolvierte die Sylvia Young Theatre School in London. Im Alter von 11 Jahren begann ihre Karriere in dem von Cameron Mackintosh produzierten Musical Les Misérables.
In den Jahren 2002 bis 2004 wirkte sie in allen 30 Folgen der englischsprachigen Version des Sprachkurses extr@ in der Rolle der Annie mit.
Buckfield hat eine umfangreiche Theatererfahrung, einschließlich Rollen im Musical A Slice of Saturday Night, Don’t Rock The Boat, Passport to Pimlico, Richard Stockwells Theaterstück Bad Blood sowie verschiedene Pantomimerollen. Seit 2004 hat Julie sich als ständige Pantomimin am Cambridge Arts Theatre etabliert, und  spielte dort im Jahr 2011 die Rolle Aladdin.
2007 hatte sie einen Gastauftritt im Doctor Who Hörspiel Return to the Web Planet.
2008 und 2009 tourte sie durch das Vereinigte Königreich und spielte Trisha an der Seite von Lisa Riley in David Simpsons Theaterstück The Naked Truth.
Julie Buckfield ist Schirmherrin der Wohltätigkeitsorganisation CamSAR (Cambridgeshire Search and Rescue), die Mitglied des Dachverbands ALSAR (Association of Lowland Search and Rescue) ist.

## Filmografie (Auswahl)

### TV-Serien
- 1990–1993: Grange Hill (zusammen mit ihrer Zwillingsschwester Clare)
- 1993: Going Live!
- 1994: Pie in the Sky
- 1995–1997 und 2002: Hollyoaks
- 1996: Expert Witness
- 1998: GMTV
- 1998: The Bill
- 2004: Casualty
- 2006: Holby City
- 2001: Hustle – Unehrlich währt am längsten
- 2002–2004: Sprachkurs extr@

## Theater
- 1988: Les Misérables
- 1993–1994: Jack and the Beanstalk
- 1994–1995: Dick Whittington
- 1998–2002: Peter Pan
- 2003: Bad Blood
- 2006/2007: The Ghost Train
- 2006/2007: Aladdin
- 2007/2008: Cinderella
- 2008–2010: The Naked Truth